# 瀬戸内海区水産研究所
瀬戸内海区水産研究所（せとないかいくすいさんけんきゅうじょ）は、かつて存在した国立研究開発法人水産研究・教育機構の研究所の一つ。瀬戸内海における水産と、瀬戸内海のような閉鎖性水域に特徴的な環境問題（赤潮など）に主眼を置いている。漁業調査船しらふじ丸（広島港）を擁する。略称は瀬水研、瀬戸内水研。

## 所在地
| 廿日市庁舎 | 広島県廿日市市丸石2-17-5     |                            |
| 伯方島庁舎 | 愛媛県今治市伯方町木浦甲2780 | 増養殖部                   |
| 百島庁舎   | 広島県尾道市百島町1760       | 海産無脊椎動物研究センター |
| 屋島庁舎   | 香川県高松市屋島東町234      | 増養殖部                   |

## 研究組織
以下の4部構成となっている。
生産環境部
漁業資源およびそれを支える生態系についての研究
資源生産部
種苗放流などによる資源増殖と、陸上養殖についての研究
環境保全研究センター
有害生物、有害化学物質についての研究
海産無脊椎動物研究センター
二枚貝および甲殻類の育成についての研究

## 沿革
- 1936年: 農林省水産試験場が岡山県小田郡神島内村（現・笠岡市立カブトガニ博物館）に笠岡試験地を設置。のちに分場となる。
- 1937年: 兵庫県水産試験場が兵庫県津名郡洲本町（現・洲本市炬口）に淡路分場を開設。
- 1945年: 兵庫県水産試験場が兵庫県水産指導所に改組。
- 1947年: 兵庫県水産指導所洲本分場が移管により農林省水産試験場の洲本分場となる。
- 1949年: 水産庁内海区水産研究所が広島市宇品町（現・広島市南区宇品西2丁目）に設置。農林省水産試験場の笠岡分場、洲本分場をそれぞれ支所として継承。
- 1953年: 洲本支所を廃止。
- 1962年: 笠岡支所を廃止。
- 1963年: 社団法人瀬戸内海栽培漁業協会が屋島事業場（現・屋島庁舎）を開設。
- 1966年: 社団法人瀬戸内海栽培漁業協会が玉野事業場（現・玉野庁舎）を開設。
- 1967年: 遠洋水産研究所の新設に伴い南海区水産研究所の沿岸部門が統合され、南西海区水産研究所が成立。旧・内海区水産研究所を広島庁舎、旧・南海区水産研究所を高知庁舎とした。
- 1970年: 広島庁舎を現在地に移転（現・廿日市庁舎）。
- 1979年: 社団法人瀬戸内海栽培漁業協会が社団法人日本栽培漁業協会に改組。
- 1987年: 高知庁舎を移転。
- 1998年: 広島庁舎を改組して瀬戸内海区水産研究所とし、高知庁舎は中央水産研究所へ移管した。
- 2001年: 独立行政法人化により水産総合研究センター瀬戸内海区水産研究所となる。
- 2003年: 日本栽培漁業協会の水産総合研究センターへの統合により、伯方島・百島・屋島・玉野事業場は伯方島・百島・屋島・玉野栽培漁業センターと改称。
- 2006年: 伯方島・百島栽培漁業センターを統合。
- 2011年: 屋島・玉野栽培漁業センターを統合。
- 2015年: 玉野庁舎を廃止。
- 2016年: 独立行政法人水産総合研究センターが水産大学校を統合し、国立研究開発法人水産研究・教育機構となる。
- 2020年：水研機構の体制改革により、水産技術研究所の一拠点となる。